# Air Force Island
Air Force Island är en ö i Kanada.   Den ligger i territoriet Nunavut, i den östra delen av landet. Arean är 1 720 kvadratkilometer.
Terrängen på Air Force Island är mycket platt. Öns högsta punkt är 51 meter över havet. Den sträcker sig 47,1 kilometer i nord-sydlig riktning, och 60,2 kilometer i öst-västlig riktning.